# Waterworld (jeu vidéo, 1997)
Pour les articles homonymes, voir Waterworld (homonymie).
Pour le jeu vidéo de 1995, voir Waterworld (jeu vidéo, 1995).
Waterworld est un jeu vidéo de stratégie en temps réel développé par Intelligent Games et édité par Interplay, sorti en 1997 sur DOS et Windows.
C'est la deuxième adaptation du film du même nom.

## Accueil
- GameSpot : 4,5/10[1]
- PC Jeux : 47 %[2]